# توراتزا پیمونته
توراتزا پیمونته (به ایتالیایی: Torrazza Piemonte) یک کومونه در ایتالیا است که در استان تورین واقع شده‌است. توراتزا پیمونته ۹٫۹ کیلومتر مربع مساحت و ۲٬۴۷۵ نفر جمعیت دارد و ۱۹۷ متر بالاتر از سطح دریا واقع شده‌است.